# Látex

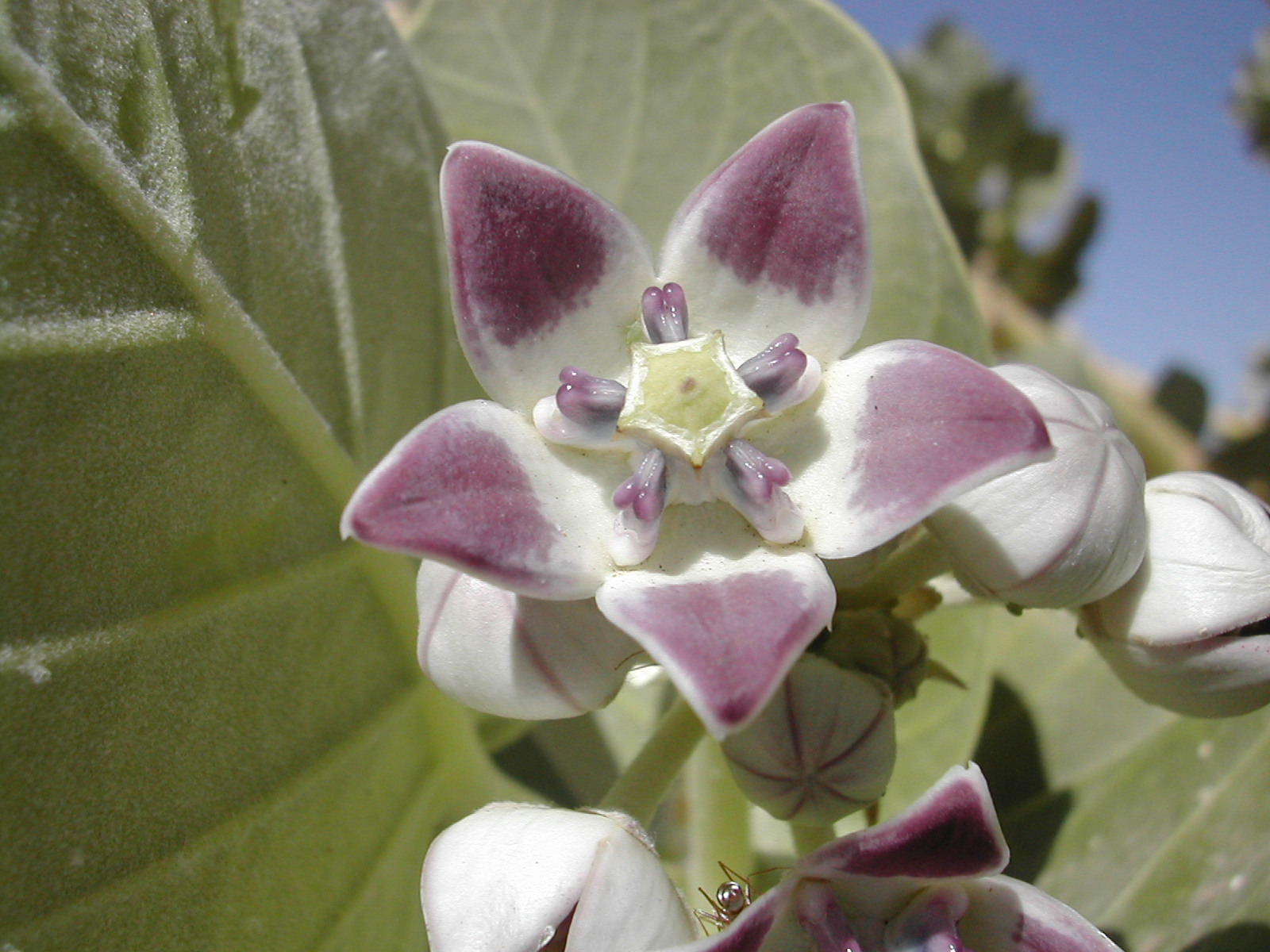
Calotropis procera es una fanerógama herbácea que produce látex. Al romper una hoja, el látex rezuma del tejido dañado.

El látex natural es una suspensión acuosa coloidal compuesta de algunas grasas, ceras y diversas resinas gomosas obtenida a partir del citoplasma de las células laticíferas presentes en algunas plantas angiospermas y hongos. Es frecuentemente blanco, aunque también puede presentar tonos anaranjados, rojizos o amarillentos dependiendo de la especie, y de apariencia lechosa.
El látex es el material más elástico conocido. En ningún caso se debe confundir al látex con otras sustancias como pueden ser el caucho, la resina o las gomas vegetales, ya que el hecho de que tengan composiciones químicas, apariencia y funciones similares no quiere decir que se trate del mismo compuesto. El caucho o hule (hidrocarburo con fórmula C5H8) es una sustancia natural (aunque existe una variedad sintética obtenida a partir de hidrocarburos insaturados) caracterizada por su insolubilidad en agua, su resistencia eléctrica y su elasticidad, que se encuentra en forma de suspensión coloidal en el látex. Debido a sus múltiples aplicaciones comerciales (los neumáticos, la ropa impermeable y ciertos productos adhesivos están constituidos por esta sustancia), el látex es extraído de las plantas productoras con el objetivo de obtener las partículas de caucho que se encuentran dispersas en él. Las resinas naturales engloban a un grupo de sustancias con composiciones químicas diferentes, aunque generalmente todas ellas presentan carbono, hidrógeno y oxígeno. Estas manan de las heridas de las plantas productoras, evitando la entrada de organismos patógenos en el vegetal y la pérdida excesiva de savia. Finalmente, las gomas vegetales son una sustancia gelatinosa que es exudada por algunas especies vegetales, que se encuentra compuesta por ácidos orgánicos complejos y sales variadas (por ejemplo, la goma arábiga está formada por sales cálcicas, potásicas y magnésicas de arabina). Incoloras e inodoras, las gomas tienen una textura semejante a la cola cuando se mojan o humedecen (son muy solubles en agua, a diferencia del látex).
El látex de ciertas plantas resulta tóxico y venenoso, como el del cardón (Euphorbia canariensis), que se utiliza para cazar peces, o el de Calotropis gigantea, que los nativos del sur de Asia usan para envenenar las puntas de sus flechas. En otras ocasiones es dulce y comestible, como el producido por el árbol de la leche (Euphorbia trigona), o sumamente acre e irritante, como sucede en el caso de la higuera (Ficus carica).
La mayor parte del látex de empleo comercial se extrae de la siringa (Hevea brasiliensis) y es dedicado a la obtención de caucho. Sin embargo, también existen otros productos derivados del látex natural como la gutapercha (material amarillo o pardo producido a partir del látex de Palaquium gutta), la balata (material duro muy similar al caucho que se obtiene principalmente del látex de Manilkara bidentata) y el chicle (sustancia de color rosáceo o pardo extraída del látex de Manilkara zapota) que tienen gran importancia comercial.

## Los laticíferos

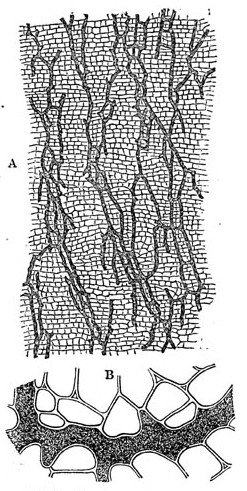
Laticíferos de Scorzonera

Los laticíferos, también conocidos como vasos, tubos o conductos laticíferos, son las estructuras vegetales encargadas de la secreción y contención de látex bajo presión positiva. Presentes en unas veinte familias de plantas, estos tubos pueden estar asociados al floema o estar dispersos por los diferentes tejidos que forman parte del vegetal. Están formados por una serie de células laticíferas alineadas, cuyas finas paredes transversales se quiebran en la madurez, a diferencia de las longitudinales, que tienen un mayor grosor. Cuando alcanzan la madurez, las células laticíferas pueden carecer de núcleo y contar con un número muy reducido de orgánulos celulares, aunque presentan una o varias vacuolas que en su interior albergan diferentes productos metabólicos. En la actualidad existen ciertas discrepancias con respecto a la función desempeñada por esta estructura, ya que no se sabe si constituye un mecanismo de defensa de la planta o un sistema de secreción interna.

### Laticíferos no articulados
Los laticíferos no articulados o apocíticos están compuestos por una única célula alargada que se extiende desde la raíz de la planta hasta las hojas (pudiendo llegar en algunas ocasiones hasta la cutícula, como en Ficus) sin anastomosarse, mediante intrusión en los espacios intercelulares. Generalmente, las células de los laticíferos no articulados son multinucleadas y albergan una o varias vacuolas, en la que se encuentran almacenado el látex, y además poseen un metabolismo activo que se mantiene mientras que los tejidos que las circundan permanezcan vivos. Para que las células laticíferas sigan creciendo e invadiendo nuevos tejidos vegetales, se necesita que éstas estén vivas. Los laticíferos no articulados pueden ser clasificados a su vez en ramificados (como en Nerium, Ficus y Euphorbia) y no ramificados (Vinca, Cannabis y Urtica).

### Laticíferos articulados
Los laticíferos articulados o simplásticos se caracterizan por estar formados por cadenas de células laticíferas que se conectan entre sí, ya sea por medio de plasmodesmos (como sucede en el género Allium) o mediante perforaciones en la pared común, asemejándose de este modo a un vaso del xilema (como ocurre en el género Musa). Los laticíferos articulados pueden ser no anastomosados o anastomosados, dependiendo de si las células laticíferas se funden o no entre sí originando una red tridimensional que atraviesa completamente la planta. Sin embargo, en algunas especies de Jatropha coexisten las dos variedades de laticíferos articulados.

## Composición química
El látex es una sustancia con una composición de gran complejidad, puesto que entre sus elementos constituyentes se encuentran gomas, aceites, azúcares, sales minerales, ácidos nucleicos, proteínas, alcaloides, terpenos, ceras, hidrocarburos, almidón, resinas, taninos y bálsamos. Pero lo cierto es que la cantidad de cada uno de estos compuestos varía moderadamente en función de una serie de factores, tales como la especie vegetal, la parte de la planta en la que se encuentra, la época del año, pues la composición no será la misma en verano que en invierno, o el tipo de suelo sobre el que crece el vegetal.
Cuando sale del árbol el látex presenta, por norma general, un pH prácticamente neutro que oscila entre 7.0 y 7.2, aunque al entrar en contacto con el aire se vuelve ácido. Transcurridas entre doce y veinticuatro horas desde su extracción, el pH desciende a 5.0, sobreviniéndose la coagulación de la sustancia cuando se sitúa con un pH igual o inferior a 4.2.
Haciendo un análisis comparativo de la composición que el látex tiene en diversas especies vegetales, se puede comprobar que el de la siringa es aquel que contiene un porcentaje de caucho más elevado, siendo por ello la especie idónea para ser cultivada para la producción comercial de este compuesto. En la tabla del margen se detalla la composición porcentual de caucho, resina y albúmina de los géneros de mayor producción laticífera a nivel mundial:

### El caucho en el látex
Las partículas de caucho, que en estado natural aparecen en forma de suspensión coloidal en el látex de las plantas productoras, se encuentran cargadas negativamente y tienen un diámetro que se sitúa entre los 0,5 y los 3 µm. El caucho, que con frecuencia presenta un tono blanquecino, también puede llegar a ser incoloro.
Químicamente, el caucho natural se define como un polímero del metilbutadieno o isopreno (C5H8) cuyo grado de polimerización es de 2500 a 4500. En el caucho natural se pueden hallar dos formas isómeras, diferenciadas por el tipo de unión (que puede ser cis o trans) entre las unidades isoprénicas fundamentales. Mientras la forma cis es la constituyente del caucho normal, la trans es propia de la gutapercha y la balata, considerados cauchos de menor nobleza al tener propiedades diferentes y una utilidad más reducida.
El caucho puro es insoluble en agua, álcalis y ácidos débiles, y soluble en benceno, petróleo, hidrocarburos clorados y disulfuro de carbono. Con agentes oxidantes químicos se oxida rápidamente, pero con el oxígeno de la atmósfera la oxidación es mucho más lenta.

## Función

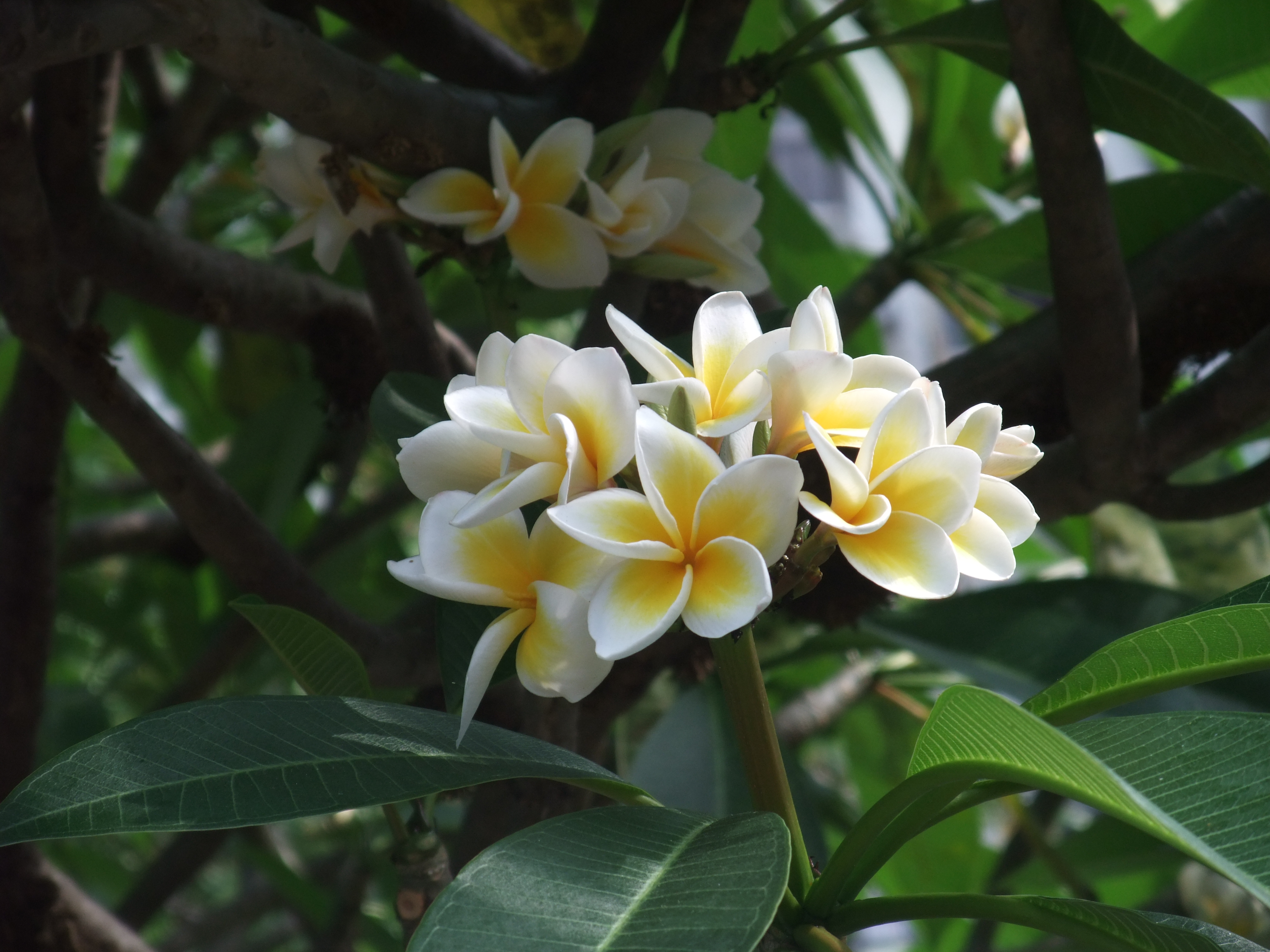
Flores de Plumeria rubra en Aberdeen, Hong Kong

Actualmente, los botánicos no determinaron la función que el látex desempeña en el desarrollo, pero sí han identificado tres funciones desenvueltas por esta sustancia en los vegetales y hongos que lo producen. Por ejemplo, en algunas especies como Calotropis procera, el látex impide la entrada de microorganismos patógenos y favorece el proceso de cicatrización cuando se produce una herida en la planta, puesto que el látex es exudado a través de esta y al entrar en contacto con el aire coagula, creándose una capa protectora. En otras plantas, tal como sucede con el manzanillo (Hippomane mancinella), la elevada toxicidad del látex lo convierte en un mecanismo de defensa ante los herbívoros que intenten alimentarse de la planta. Finalmente, el látex también puede actuar como depósito excretor.
Tras el estudio de los alérgenos del látex de la especie Hevea brasilensis, se obtuvieron una serie de datos que parecen confirmar a esta sustancia como un mecanismo de defensa empleado por las plantas para evitar las infecciones, tanto fúngicas como microbianas, y alejar a los insectos que se alimentan de sus hojas y de sus frutos.
El hecho de que el alérgeno del látex Hev b 2 con propiedades β- 1, 3-glucanasa acelere la escisión hidrolítica de los polímeros β- 1, 3-glucanos, componente básico de la pared celular de los hongos, es un signo de que esta proteína puede evitar infecciones fúngicas a la planta mediante la degradación de la pared celular de los hongos patógenos. Además, el alérgeno del látex Hev b 11 presenta actividad de endoquitinasa y, presumiblemente, podría participar en la escisión hidrolítica de la quitina, polisacárido presente en la pared celular de los hongos y componente básico del exoesqueleto de los insectos. Otra proteína que desempeña funciones de defensa es la hevamina, la cual actúa catalizando la escisión de los enlaces β- 1, 4-glucosídicos de la quitina y de los péptidoglucanos de la superficie celular.
La función desarrollada por el látex en Plumeria rubra (árbol perteneciente a la familia de las apocináceas) pone de manifiesto la doble función que algunos botánicos le atribuyen a esta sustancia; pues cuando se produce un corte en una hoja, rama, flor o fruto inmaduro de este vegetal, el látex comienza a fluir de forma inmediata a través de la herida, aumentando su viscosidad y capacidad adhesiva al entrar en contacto con el aire. De este modo, se forma una capa protectora sobre el tejido dañado que favorece el proceso de cicatrización e impide la entrada de microorganismos perjudiciales para el árbol. Además, el látex de esta especie, altamente irritante y contenedor de compuestos químicos tales como alcaloides, actúa como repelente y puede llegar a desencadenar la parálisis de la mandíbula de aquellos insectos (especialmente de las larvas de Isognathus rimosus) que traten de comer sus hojas o frutos.
El hecho de que el látex pueda ser empleado por los vegetales como un mecanismo de defensa ante la herbivoría debido a su elevada toxicidad, ha obligado a que las plantas desarrollasen una serie de mecanismos que impidan que éstas se envenenen a sí mismas. El más común consiste en aislar el material tóxico en un compartimento especial evitando su contacto con los cloroplastos, las mitocondrias y otras partes de la maquinaria metabólica de la planta.

## Distribución
Se estima que en el mundo existen unas cuarenta familias y en torno a veinte mil especies de plantas que cuentan con estructuras laticíferas de alguna clase, siendo las familias con mayor número de géneros o especies productoras de látex las asclepiadáceas o apocináceas, sapotáceas, euforbiáceas, moráceas, papaveráceas y compuestas o asteráceas. A continuación se brindan ejemplos de cada una de ellas:
- Asclepiadáceas o apocináceas: los géneros Carpodinus, Landolphia, Hancornia, Funtumia y Mascarenhasia supusieron una fuente secundaria de caucho en el pasado.
- Sapotáceas: los árboles del género Palaquium son importantes productores de látex, aunque también destacan especies como la lúcuma (Pouteria lucuma), el mamey amarillo (Mammea americana) o el chicle (Manilkara zapota).
- Euforbiáceas: destacan especies laticíferas como el euforbia ciprés o lechetrezna (Euphorbia cyparissias) que presenta un látex mordicante y acre que llegó a ser considerada como una medicina en tiempos pasados, la espina de Cristo (Euphorbia milii) cuyo látex es irritante y cáustico, y la flor de Pascua (Euphorbia pulcherrima). No obstante, la especie productora más importante es el árbol del caucho o siringa (Hevea brasiliensis), puesto que en ella abunda el látex, que generalmente es de color blanco o amarillo.[22]
- Moráceas: dentro de esta familia destaca el árbol de la goma (Ficus elastica), cuyo látex fue usado para la obtención de caucho hasta la aparición del látex de Hevea brasiliensis, de mayor calidad y más abundante.[22] También tienen látex las moreras (Morus alba), la mora roja (Morus rubra), la mora negra (Morus nigra), el árbol del pan (Artocarpus altilis) y el árbol de jaca (Artocarpus heterophyllus).
- Papaveráceas: la adormidera (Papaver somniferum) alberga un látex que lleva disueltos más de cuarenta alcaloides, y se utiliza para la fabricación del opio.[23] Dentro de esta familia también se encuentra la hierba golondrinera (Chelidonium majus).
- Compuestas o asteráceas: dentro de esta familia destaca el diente de león (Taraxacum officinale) y el diente de león gomero (Taraxacum kok-saghyz), que es una planta muy cultivada en Rusia para la producción de caucho puesto que sus raíces contienen entre un 8 y un 10 % de esta sustancia.[1]

Las plantas productoras de látex se encuentran distribuidas por todo el mundo, pero es en las zonas tropicales donde existe una concentración más elevada de éstas. Según arrojan algunos estudios, esto puede deberse a los altos niveles de herbivoría que se registran en los trópicos.

## Historia del uso del látex

### Primeros usos y evolución

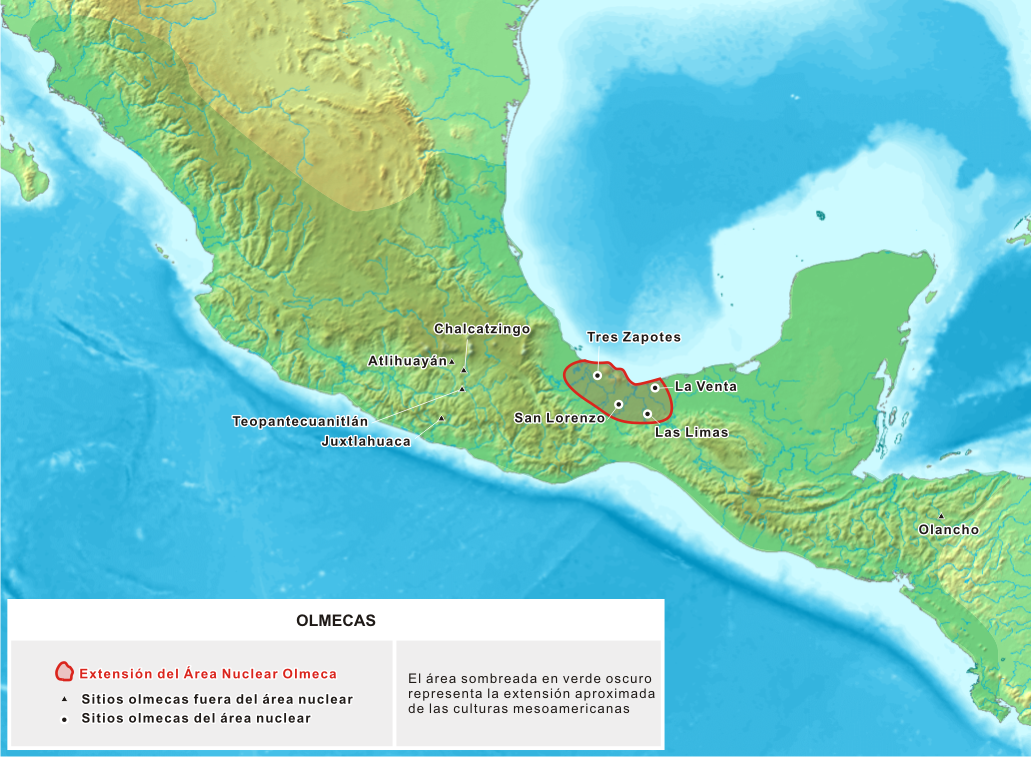
Territorio sobre el que se asentaron los olmecas

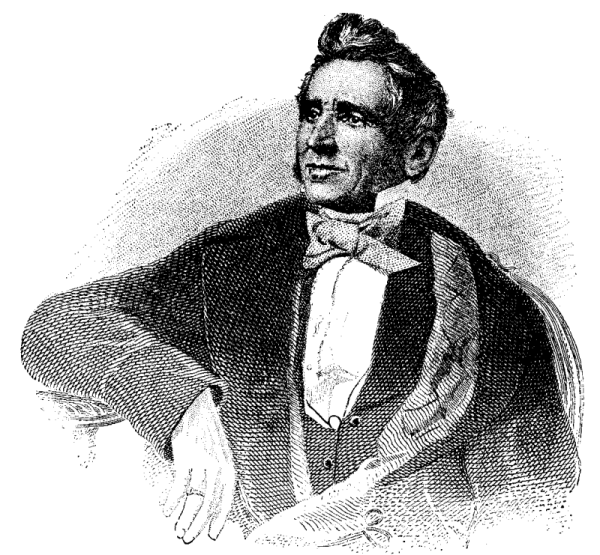
Charles Goodyear, descubridor de la vulcanización en 1839

A finales de la década de los 80, un grupo de arqueólogos que se hallaban trabajando en la cuenca del río Coatzacoalcos (México) descubrieron unas doce pelotas de hule que se encontraban en perfecto estado de conservación, lo que les hizo pensar en una posible utilización del proceso de vulcanización por parte de los olmecas (antiguo pueblo precolombino que se desarrolló desde el 1500 a. C. hasta el 200 a. C. y que se asentó en los actuales territorios de los estados de Veracruz y Tabasco), a quienes se le atribuían los objetos encontrados. Estas pelotas fueron motivo de estudio durante varios años, llegándose a la conclusión de que los olmecas habían combinado el látex producido por la especie arbórea Castilla elastica con el de la enredadera Ipomoea alba, que contiene azufre. Como resultado de esta mezcla, se desencadenaba el entrelazamiento de los átomos de azufre con las cadenas poliméricas de isoprenos del hule (vulcanización), transformándose el látex en una sustancia mucho más resistente y dura. Además de emplear el látex como material para la construcción de pelotas, los olmecas lo utilizaban en estado líquido en sus ceremonias rituales, como así también para impermeabilizar tejidos y otros objetos. Como consecuencia de esto, se puede concluir que este pueblo mesoamericano fue el pionero en el desarrollo de la vulcanización y en el empleo del látex con fines religiosos y sociales.
Tras el descubrimiento del árbol del caucho en 1736 por el botánico francés Charles Marie de La Condamine (1701 - 1775), quien usó el látex producido por esta especie para revestir su equipaje al quedar asombrado por sus propiedades elásticas e impermeables, y el hallazgo en el siglo XIX por parte de los españoles de que el látex estaba compuesto por cadenas de hidrocarburos, se facilitó la investigación de este material y sus derivados. En enero de 1839, el americano Charles Goodyear (1800 - 1860) vertió de forma accidental en una estufa la mezcla de látex y azufre que portaba en un recipiente. Lo que en un principio pudo parecer un infortunio, pronto se convirtió en un gran descubrimiento para Goodyear, puesto que minutos más tarde cuando la mezcla se enfrió, pudo comprobar como esta se había vuelto sólida sin desaparecer su propiedad elástica.
Durante el transcurso de la Primera Guerra Mundial, Alemania sufrió un intenso bloqueo comercial que le impidió importar látex del continente americano y del asiático, necesario para la obtención de caucho. Como este material era imprescindible para la fabricación de armamento militar (desde acorazados a aeronaves), los ingenieros y químicos alemanes centraron sus esfuerzos en producir un látex sintético a partir de derivados del petróleo y lo consiguieron. A partir de este momento, el látex natural comenzaría a ser sustituido paulatinamente por el látex sintético como materia prima principal para la obtención del caucho. Sin embargo, cuando el precio del petróleo aumentaba muchos países recurrían a la importación de látex natural para la fabricación de diversos productos.

### La producción de látex en los tres últimos siglos

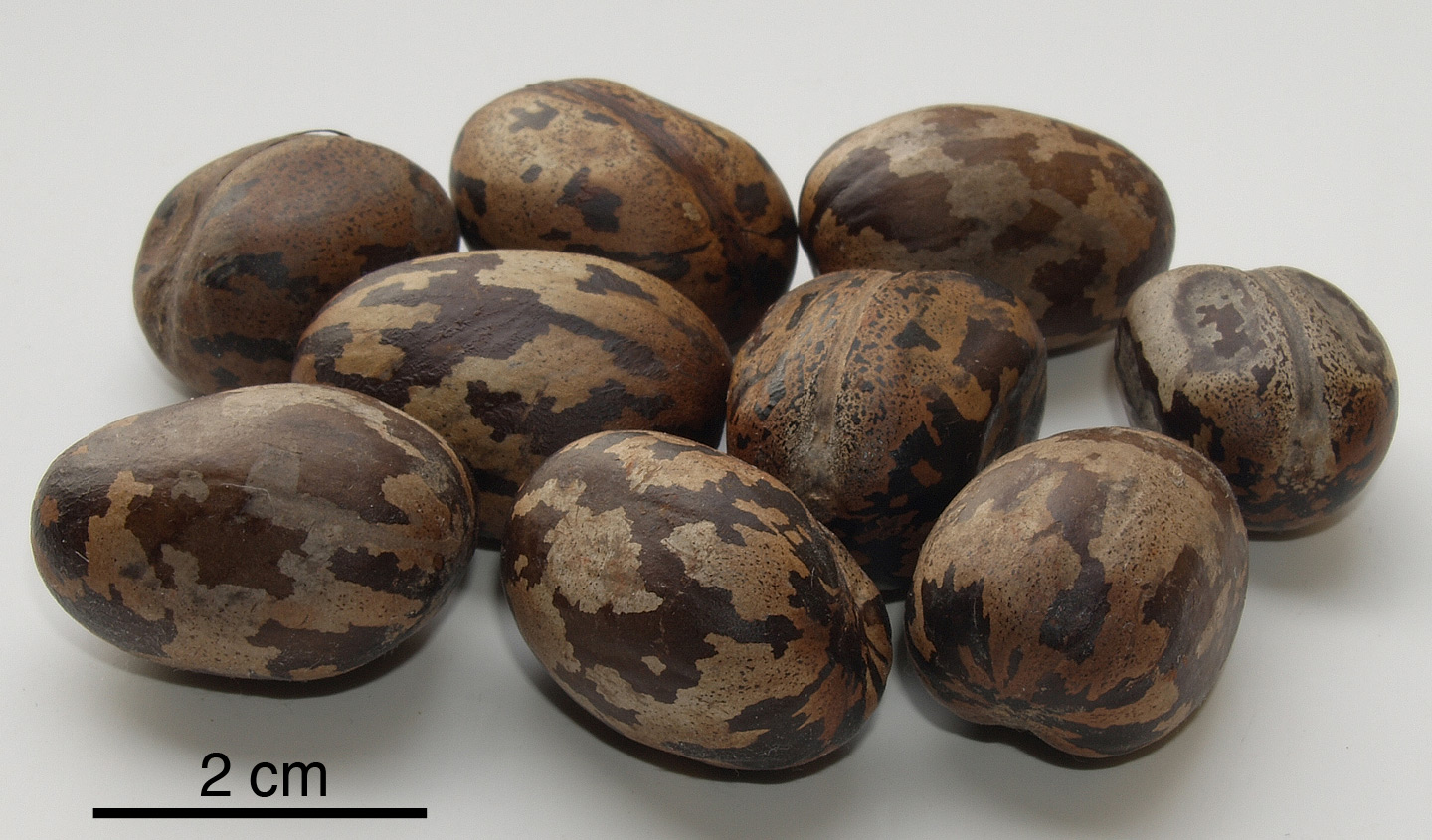
Semillas de Hevea brasiliensis

Durante todo el siglo XIX y comienzos del siglo XX, Brasil era el que contaba con una mayor producción de látex de hevea (Hevea brasiliensis) en el mundo. Como consecuencia de la comercialización de este recurso natural, sobrevino el fortalecimiento de la economía de algunas localidades y ciudades brasileñas, así como el asentamiento en ellas de una burguesía orientada al comercio del látex y del caucho. Especialmente notable fue el crecimiento de Manaos, una ciudad enclavada en el corazón de la Amazonía brasileña que no detuvo su desarrollo hasta el decaimiento del comercio del látex, propiciado por la aparición de alternativas sintéticas y el cultivo del Hevea brasiliensis en el continente asiático.
En el año 1876, el marino inglés Clements Markham y el director de los Reales Jardines Botánicos de Kew Joseph Hooker, decidieron encargar a su compatriota Henry Alexander Wickham (considerado el padre de la biopiratería) el envío de un cargamento de semillas de Hevea brasiliensis a Gran Bretaña, a pesar de estar penado por la ley la salida de las mismas fuera del país. Para lograr su objetivo, Wickham solicitó la colaboración de los indígenas para la selección de las semillas, corrompió a las autoridades locales ocultando su verdadera identidad y obtuvo la colaboración del capitán del barco Amazonas para trasladar las semillas hasta donde habían sido solicitadas. Una vez en su destino y después de haber sido aclimatadas, dos mil de las setenta mil semillas enviadas germinaron en los jardines de Kew. Poco tiempo más tarde, algunas de estas se enviaron a Ceilán (actual Sri Lanka) y otros territorios tropicales asiáticos para que fueran cultivadas, consiguiendo de este modo el establecimiento de plantaciones de Hevea brasiliensis en Asia.
En la actualidad, los países que registran una mayor producción de látex se encuentran localizados en el Sureste Asiático (Indonesia, Malasia, Tailandia, Vietnam, Birmania y Filipinas, fundamentalmente), pues a partir de la Primera Guerra Mundial, Brasil y los demás países situados en la ribera amazónica vieron profundamente mermada su producción de látex y, con ello, su economía.

## Obtención y tratamiento

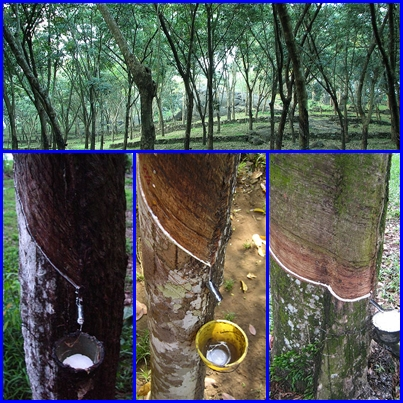
Plantación para la obtención de látex (arriba) y recolección del mismo (abajo)

El método empleado para la recolección de látex en las plantaciones consiste en realizar diagonalmente un tajo en la corteza del árbol (para ello se emplea una herramienta llamada faca seringueira o jebong) del que se quiere extraer, debiendo tener el corte aplicado unas dimensiones que se correspondan con la mitad o con un tercio de la circunferencia del tronco. Además, es recomendable el empleo de compuestos de amonio y tiuram en el corte para prevenir la coagulación del látex exudado, y permitir de este modo que fluya y sea almacenado en un cubo o cualquier otro tipo de recipiente.
La cantidad de látex extraída de cada corte se sitúa en torno a los 30 mililitros, aunque esta variará dependiendo de la especie vegetal de que se trate. Una vez ha dejado de manar sustancia del tajo, se espera que pase un día para tapar a este con un trozo de corteza de la base del tronco. Cuando los cortes llegan al suelo, se debe de esperar que transcurra el periodo de tiempo necesario para que se renueve la corteza en su totalidad. Sin embargo, cuando los árboles alcanzan los 25 años de edad dejan de producir látex suficiente, y por ello son talados para poder ser substituidos por otros más jóvenes.
Una vez el látex ha sido extraído, esta sustancia es sometida a procesos de tamización, disuelta en agua y tratada con ácido para favorecer la concentración o aglutinamiento de las partículas en suspensión del caucho en el látex (el caucho aparece como una dispersión coloidal en el látex). Con posterioridad es prensado mediante la utilización de rodillos, de manera que se forman capas de caucho natural con un grosor de 0,6 centímetros que serán secadas con aire o humo antes de salir al mercado.

## Alergia al látex deHevea brasiliensis
La alergia o hipersensibilidad al látex de Hevea brasiliensis se produce cuando el sistema inmunológico del cuerpo reacciona de forma desmesurada ante las proteínas contenidas en el látex natural. De los aproximados doscientos cuarenta polipéptidos que se hallan formando parte de esta sustancia, sesenta son antigénicos y tan solo trece de ellos han podido ser identificados hasta el momento.
A finales de la década de 1980, y ante la aparición de una serie de enfermedades infecciosas, el personal sanitario modificó notablemente sus hábitos aumentando el consumo de los guantes de látex. Ante el mayor consumo de estos y con la intención de ganar más dinero, las industrias manufactureras disminuyeron la calidad de sus productos debido a un mayor aporte de residuos, los cuales son los principales causantes de la sensibilización. La epidemia de nuevos casos de alergia al látex llegó a su pico en la década de 1990, pero todavía sigue creciendo el número de personas que presentan esta clase de hipersensibilidad.

### Alérgenos
El primer alérgeno del látex de Hevea brasiliensis correctamente caracterizado fue el Hev b 1, que es una proteína formada por 137 aminoácidos responsable de la resistencia, flexibilidad y duración de los productos construidos con látex. En el año 1995, el Hev b 8 fue descrito como una proteína que se une a las inmunoglobulinas E de las personas alérgicas al látex y el Hev b 2, una proteína glucosilada de 374 aminoácidos, como un alérgeno. Un año más tarde se descubrió que el alérgeno Hev b 3 sufría fragmentación aun cuando se sometía a temperaturas de -20 °C. También se caracterizó al Hev b 4 y se descubrió el alérgeno Hev b 7. En 1999, se determinaron ciertos epítopos lineales para las inmunoglobulinas E de personas sensibilizadas por este alérgeno.
Además de las proteínas registradas en la tabla anterior, en el látex natural existen más de doscientas que tienen una menor importancia. Algunas de estas son la hevamina (poco participativa en la sensibilización de personas hipersensibles al látex), que es una enzima que desenvuelve una actividad de lisozima y quitinasa, y que se encuentra vinculada a la protección del árbol frente a bacterias, hongos e insectos; las quitinasas de clase II, la triosafosfato isomerasa y componente de proteasoma.
Las diferentes investigaciones científicas se han centrado en la caracterización de alérgenos presentes en el látex natural, por lo que se debe de tener en cuenta que la composición alergénica del producto procesado y manufacturado varía considerablemente con respecto a la composición del látex natural. Es por ello por lo que algunos productos que contienen látex pueden presentar alérgenos en los aditivos, tales como antidegradantes, aceleradores, vulcanizadores, colorantes, antiflamantes o estabilizadores.

### Epidemiología
Los principales grupos de riesgo son los niños aquejados de espina bífida; las personas con anomalías urogenitales mayores, con ano imperforado, con fístula traqueoesofágica, con atresia esofágica o con síndrome de Váter (una asociación de defectos congénitos); los sujetos que han sido intervenidos quirúrgicamente en más de una ocasión; las personas atópicas que presenten otras alergias, especialmente a ciertas frutas como el kiwi o el plátano; y las que trabajan en el campo sanitario (se estima que entre un 2,6 % y 16,9 % del personal sanitario desarrolla algún tipo de hipersensibilidad al látex) o en cualquier otro que se encuentre en contacto con objetos fabricados con este material, como la limpieza, la manipulación de alimentos o las industrias de manufactura del látex.
Otros estudios revelan que el sexo femenino es el más propenso a sufrir esta clase de alergia, posiblemente debido a la mayor exposición a productos de látex en el ámbito doméstico.

### Manifestaciones clínicas
Las manifestaciones de alergia al látex dependen de una serie de factores como la ruta y el tiempo de exposición, la cantidad de alérgeno con el que se tiene contacto y otros factores individuales como la atopía. En la mayor parte de las ocasiones, las manifestaciones clínicas se producen por contacto, ya sea por vía cutánea, mucosa o parenteral (que se introduce en el organismo por una vía distinta a la digestiva) a un producto compuesto de caucho natural, pero también por transferencia de sus antígenos vía aérea.
Los síntomas y signos que pueden manifestar los pacientes alérgicos al contacto con material de látex pueden ser localizados o generalizados. En un principio, el cuadro clínico suele tratarse de urticaria leve y evolucionar hasta cuadros anafilácticos, aunque existen pacientes que permanecen estables con el transcurso del tiempo siendo imposible hacer una predicción de la evolución de esta patología. Además, el tiempo de latencia entre contacto y sintomatología puede oscilar desde minutos hasta horas después de la exposición, siendo la reacción más severa a menor tiempo de latencia. Por otro lado, la exposición directa mucosa o parenteral conlleva el mayor riesgo de anafilaxia aunque también se han descrito reacciones sistémicas graves tras exposición cutánea o respiratoria.
La alergia generada por el contacto con las proteínas del látex puede revestir un gran peligro para la salud, ya que esta puede causar hipotensión acompañada de un ritmo cardíaco anormalmente alto, resultando mortal en algunas ocasiones. Otros síntomas producidos por la alergia al látex son los siguientes:
- Dermatitis.[44]
  - De contacto, irritante: es la reacción más común al látex y se caracteriza por producir un enrojecimiento y agrietación de la región cutánea que estuvo en contacto con el látex.
  - De contacto, alérgica: producida de forma habitual por los productos químicos (tiurano, carbamatos, derivados de benzotiazol, tiourea y aminas) empleados para convertir el látex en objetos. La piel presenta la misma reacción que la dermatitis por contacto irritante.
- Conjuntivitis y enrojecimiento ocular acompañado de picor.[44]
- Asma bronquial, entre otras afecciones respiratorias.[44]
- Urticaria en manos o en cualquier otra parte corporal.[44]
- Angioedema.[44]
- Edema de glotis.[45]
- Problemas gastrointestinales.[45]
- Rinitis.[44]
- Anafilaxia, llegándose en algunas ocasiones al choque anafiláctico.[44]

### Prevención
Las personas que manifiesten alergia al látex deben evitar exponerse a productos que contengan esta sustancia y utilizar sustitutos no laticíferos. Por ejemplo, las personas hipersensibles deben utilizar preservativos de poliuretano o biodegradables y usar guantes de materiales sintéticos (nitrilo, vinilo o neopreno) o con bajo contenido en proteínas alergénicas.
Además, también se recomienda que las personas alérgicas lleven consigo un brazalete especial en el que se indique su alergia al látex y avisar al personal sanitario ante cualquier exploración médica, quirúrgica u odontológica. También es recomendable que los adultos porten epinefrina autoinyectable, para tratar las reacciones alérgicas desencadenadas por el látex y que pudiesen ser potencialmente mortales.

## Aplicaciones
En la actualidad, el empleo del látex está tan extendido que existen más de 40.000 productos de uso habitual que están compuestos de este material. Además, esta sustancia se utiliza en diferentes industrias, como la fotográfica, la neumática, la textil o la fabricadora de refrigeradores y anticongelantes.
Además, al látex de ciertos vegetales se le atribuyen propiedades terapéuticas, y por ello es empleado en la medicina alternativa para curar una gran variedad de afecciones y enfermedades. Sin embargo, es aconsejable que las personas interesadas en consumir esta sustancia para mejorar su salud acudan a un fitoterapeuta, ya que el látex de algunas especies vegetales puede resultar dañino para el organismo humano.

### Uso sanitario
El látex es un material que se encuentra presente en diversos sectores laborales, pero posiblemente sea en el campo sanitario donde existe una mayor presencia de objetos laticíferos. Ejemplos de algunos productos son los guantes quirúrgicos, las mascarillas anestésicas o de reanimación, las sondas, los enemas, los estetoscopios, los catéteres, los torniquetes, los vendajes elásticos, los puertos de inyección y de aplicación intravenosa, algunas tiritas y esparadrapos, los tapones de los frascos que contienen medicinas, los diques odontológicos, la cinta adhesiva o las almohadas y colchones de las camas hospitalarias.

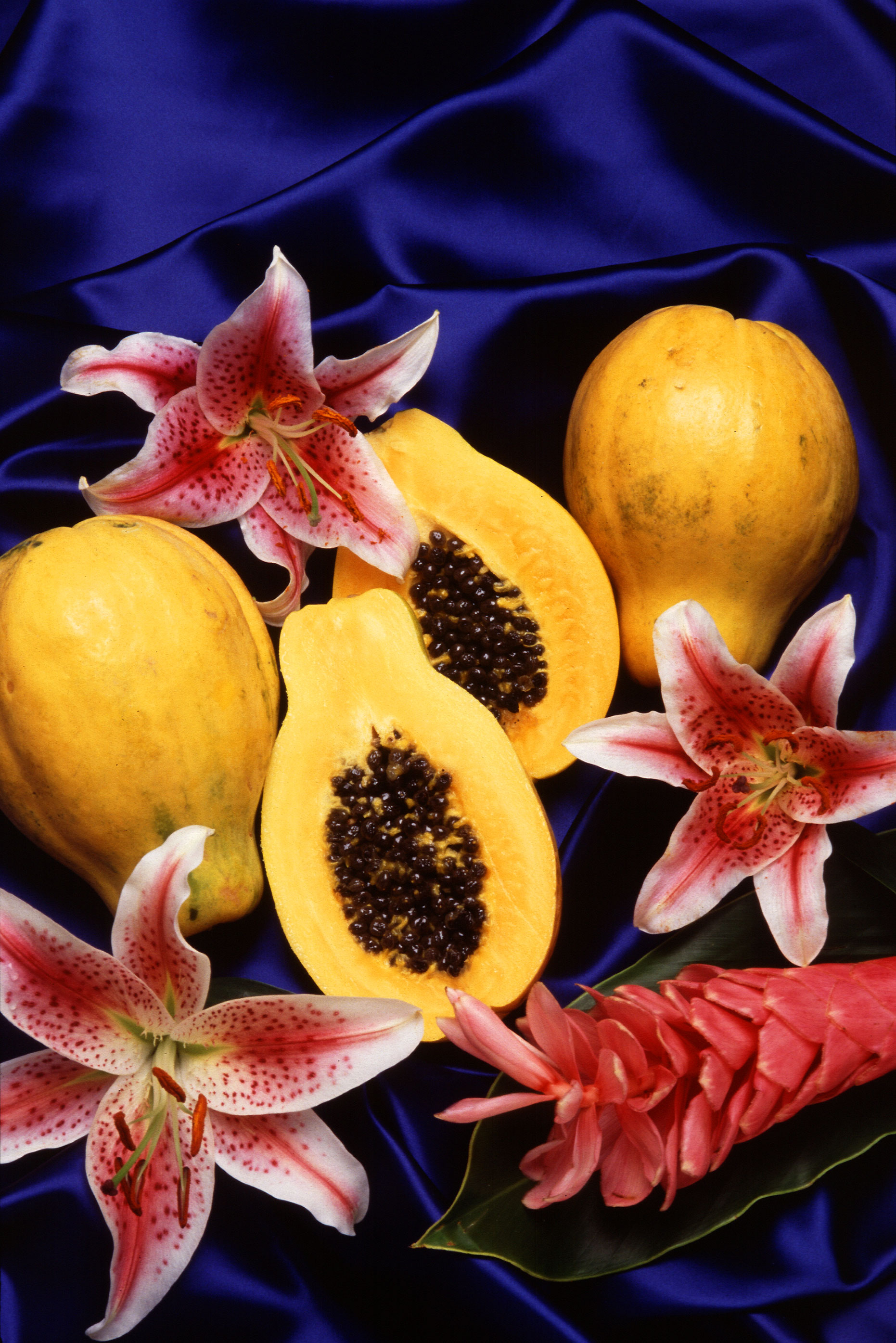
Fruto de la papaya, cuyo látex tiene propiedades vermífugas

### Uso en caracterización
El látex ha sido un material clásicamente utilizado en caracterización y maquillaje, pudiendo ser utilizado para la imitación de heridas y cicatrices, la creación de orejas de elfo, la fabricación de prótesis o la simulación de una piel envejecida. El látex para caracterización se presenta en varias formas diferentes, pero es la espuma de látex la que cuenta con mayor aceptación.

### Usos medicinales
La medicina alternativa le ha atribuido al látex de diferentes especies vegetales diversas propiedades curativas. Por ejemplo, el látex del fruto de la papaya es empleado para sanar afecciones cutáneas y matar las lombrices intestinales, el látex rojizo del género Croton es considerado un buen cicatrizador de heridas externas y de úlceras estomacales e intestinales, y el látex anaranjado de la celidonia mayor (Chelidonium majus) cura verrugas y herpes.[cita requerida]
Pero en numerosas ocasiones, el uso del látex de determinadas plantas con fines medicinales puede resultar muy peligroso e incluso mortal. Al látex de la adelfa amarilla (Thevetia peruviana), perteneciente a la familia de las apocináceas, se le considera una sustancia eficaz contra un gran número de dolencias como la fiebre o los dolores de muelas y por ello es usado para sanarlas, pero un consumo excesivo de estas sustancias puede llegar a producir la muerte del sujeto que la tome. Por ello, es necesario acudir a un fitoterapeuta en el caso de que una persona quiera recurrir al uso del látex de una determinada especie para tratar una enfermedad.

### Uso en el hogar
El látex también ha ido entrando en los hogares y ahora lo podemos encontrar en los colchones de látex. El látex natural es originario de la región amazónica y se obtiene del árbol "Hevea" brasiliensis. El látex natural tiene propiedades de elasticidad y firmeza lo que lo hace adaptable al cuerpo y crea un buen descanso. Una propiedad muy buena es la durabilidad, tienen una vida de entre 17 y 20 años.

### Otros usos
A partir del año 1920 se comenzaron a introducir en el mercado los preservativos de látex, los cuales son sumamente elásticos (estos profilácticos se pueden inflar hasta ocho veces su tamaño inicial) y evitan los embarazos no deseados y las enfermedades de transmisión sexual con gran eficacia. Sin embargo, se dañan con el calor y pueden producir reacciones alérgicas, por lo que también existen alternativas como son el preservativo de poliuretano y los hechos con membranas naturales.
El látex también se emplea para la fabricación de ropa (chubasqueros, bañadores, plantillas para zapatos o botas de agua), material deportivo (pelotas de tenis, raquetas de ping-pong, palos de golf o gafas de esquí), material escolar (gomas de borrar, ciertos tipos de pegamentos o cinta adhesiva), neumáticos, colchones, almohadas, globos o bolsas de agua caliente.